# Gebandeerde mierklauwier
De gebandeerde mierklauwier (Thamnophilus doliatus) is een zangvogel uit de familie Thamnophilidae (miervogels).

## Kenmerken
Het vederkleed van het mannetje is zwartgrijs met zwart-witte banden, dat van het vrouwtje is roodbruin, met slechts zwart-witte banden zijdelings van kop en hals. Op de kop heeft het mannetje een losse, opzetbare, zwarte kuif en een grote snavel. De lichaamslengte bedraagt 16 cm. Tijdens het zingen zet het mannetje zijn kuif op.

## Leefwijze
Op zoek naar voedsel hoppen deze vogels meestal paarsgewijs door het gebladerte. Beide geslachten zingen.

## Verspreiding
Deze vogel komt voor in dichte ondergroei en struikgewas in Midden- en Zuid-Amerika en telt twaalf ondersoorten:
- T. d. intermedius: van oostelijk en zuidelijk Mexico tot westelijk Panama.
- T. d. nesiotes: Pareleilanden (Panama).
- T. d. eremnus: Nationaal park Coiba (Panama).
- T. d. nigricristatus: centraal Panama.
- T. d. albicans: noordelijk en westelijk Colombia.
- T. d. nigrescens: noordelijk-centraal Colombia en noordwestelijk Venezuela.
- T. d. tobagensis: Tobago.
- T. d. doliatus: oostelijk Colombia, Venezuela (niet noordwest), Trinidad, de Guyana's en noordelijk Brazilië.
- T. d. difficilis: oostelijk-centraal Brazilië.
- T. d. capistratus: oostelijk Brazilië.
- T. d. radiatus: noordoostelijk Ecuador, oostelijk Peru, zuidoostelijk Colombia, zuidwestelijk en zuidelijk-centraal Brazilië en noordoostelijk Argentinië.
- T. d. cadwaladeri: zuidelijk Bolivia.

## Status
De grootte van de populatie is in 2019 geschat op 50 miljoen volwassen vogels. Op de Rode lijst van de IUCN heeft deze soort de status niet bedreigd.